# Anissa Rawda Najjar
Anissa Rawda Najjar (àrab: أنيسة روضة نجار, Anīsa Rawḍa Najjār) (Beirut, 26 de juny de 1913 - 14 de gener de 2016) va ser una feminista libanesa i activista pels drets de les dones. Va ser cofundadora i líder de la Village Welfare Society (Jam`iyat In`ash Al-Qarya).

## Primers anys
Anissa Rawda (el seu cognom original també pot ser transcrit com a Raouda o Rawdah) va néixer a Beirut, filla del terratinent i farmacèutic Salim Anis Rawda i de Zalfa Amine Najjar. La seva germana petita, Saloua Raouda Choucair, va ser una destacada pintora i escultora.
Va estudiar al Col·legi per a Noies de Beirut i a la Universitat Americana de Beirut, on va completar els estudis de Sociologia i Educació el 1936.

## Carrera
L'activisme de Najjar es va centrar en el desenvolupament rural i la vida de les dones. Va treballar per a l'establiment d'escoles i clíniques accessibles a les famílies rurals. El 1953 ella i Evelyne Bustros van fundar la Village Welfare Society, per promoure l'alfabetització i les oportunitats econòmiques de les dones rurals del Líban. Va crear un certificat, el "Brevet Rural", com a incentiu perquè les dones assistissin als tallers pràctics de la societat sobre alfabetització, puericultura, alimentació, higiene i agricultura; el programa aviat es va ampliar per incloure alguns continguts sobre temes més amplis, com la literatura, la política, la música i la religió. Va exercir com a secretària del Consell Libanès de Dones, i com a secretària general de l'Orfenat Druze des de 1948; també va ajudar a fundar la Lliga per a una bona neteja del Líban.
Fora del Líban, durant la Segona Guerra Mundial, va ser cinc anys directora de dues escoles de noies a l'Iraq. Va ser delegada freqüent a conferències internacionals sobre dones, inclosos esdeveniments de la UNESCO, en representació de dones libaneses. Va assistir a la Tercera Conferència Mundial sobre les Dones el 1985, a Nairobi, i a la Quarta Conferència Mundial sobre les Dones el 1995, a Pequín. Va ajudar a fundar la delegació al Líban de la Lliga Internacional de Dones per a la Pau i la Llibertat el 1961, i va ser escollida vicepresidenta de l'organització internacional el 1977 i el 1983.

## Vida personal
El 1944 es va casar amb l'agrònom Foaud Amine Najjar, que es va convertir en ministre d'Agricultura el 1959. Van tenir tres fills, tots ells enginyers agrònoms a l'edat adulta. Va quedar vídua el 1992 quan Fouad va morir en un accident de cotxe. Tenia gairebé 103 anys quan va morir el 2016.

## Reconeixements
El 2014, poc després del seu 100è aniversari, es va emetre un segell de correus libanès amb la cara i el nom de Najjar. També va rebre la medalla de l'Orde del Mèrit del Líban, dues vegades, i l'escut de l'exèrcit libanès.